# Ștefan Cârjan
Ștefan Cârjan (n. 10 mai 1909, București, România – d. 18 noiembrie 1978) a fost un fotbalist. După încheierea carierei, a devenit antrenor.

## Viața și cariera
S-a născut în București, în cartierul Dracului. Cârjan a jucat peste 20 de ani pentru Unirea Tricolor București, câștigând titlul Divizia A 1940-1941  ca jucător. jucător-antrenor. În 1947, după venirea regimul comunist în România, Ministerul Afacerilor Interne  a dorit ca Unirea Tricolor să fuzioneze cu Ciocanul București pentru a fonda Dinamo București. Cârjan, împreună cu președintele clubului Valeriu Negulescu și jucătorul-secretar Constantin Anghelache s-au opus fuziunii. Toți trei au fost trimiși la închisoare pentru apartenența lor anterioară la Garda de Fier; în special, Cârjan a fost acuzat că adăpostește membri ai Gărzii de Fier după răzvrătirea eșuată. Constantin Anghelache și fostul antrenor Gheorghe Constantin au susținut că arestările au fost rezultatul opoziției lor față de fuziune. În 1948 Cârjan a primit un zece ani de închisoare, care au fost executați în Jilava și Aiud. Istoricul Gheorghe Bodea a susținut că a trecut și prin închisorile Gherla, Pitești și Văcărești. După terminarea pedepsei, din cauza refuzului său de a colabora cu regimul comunist, Cârjan a fost nevoit să lucreze timp de patru ani la tăierea stufului din Delta Dunării.
După moartea sa, în 1978, fostul jucător al lui Cârjan de la Unirea Tricolor, Constantin Anghelache, care și-a păstrat toate scrierile, a lansat în 1996 volumul intitulat În slujba unui rege – fotbalul, care este o prezentare romantică a istoriei Unirea Tricolor. De asemenea, a avut un manuscris pe care l-a scris în perioada petrecută ca antrenor la Universitatea Cluj, care a fost lansat în două volume. Acestea sunt volumele lui Ștefan Cârjan, care au fost lansate după moartea sa:
- În slujba unui rege – fotbalul  (1996)
- Însemnări despre "U" (2004)
- Ideea U (2011)

## Palmares

### Jucător
Unirea Tricolor București
- Divizia A: 1940–41[1]
- Divizia B: 1938–39[1]
- Cupa României
  - Finalist: 1935–36, 1940–41[1][5][6]

### Antrenor
Unirea Tricolor București
- Divizia A: 1940–41[1]
- Divizia B: 1938–39[1]
- Cupa României
  - Finalist: 1940–41[1][6]